# Rally de Portugal de 1986
El Rally de Portugal de 1986, oficialmente 20th Rally de Portugal Vinho do Porto, fue la 20.ª edición del rally y la tercera ronda de la temporada 1986 del Campeonato Mundial de Rally. Se celebró entre el 5 y el 8 de marzo y contó con un itinerario inicial de cuarenta y ocho tramos sobre tierra y asfalto que sumaban un total de 703.50 km cronometrados, de los cuales solo se disputaron 660 sobre cuarenta y dos tramos. El vencedor fue el piloto local Joaquim Moutinho a bordo de un Renault 5 Turbo siendo la novena victoria para un piloto privado en la historia del mundial y la primera para un portugués, en gran parte debido al abandono de los pilotos oficiales en señal de duelo y protesta tras un accidente mortal en el primer tramo.
En Portugal se inscribieron seis equipos oficiales: Peugeot que enviaba a Timo Salonen y a Juha Kankkunen, líder del campeonato, ambos con el Peugeot 205 Turbo 16 E2; Lancia que contaba con Markku Alen, Massimo Biasion y Henri Toivonen, los tres con el Lancia Delta S4; Audi que contaba solo con Walter Rohrl a bordo del Audi quattro Sport S1; Ford que inscribía a Stig Blomqvist, Karl Grundel y a Joaquim Santos con el Ford RS200; Austin que enviaba a Tony Pond, Malcolm Wilson y Marc Duez con el MG Metro 6R4 y Volkswagen que contaba con Kenneth Eriksson y Franz Wittman ambos con un Volkswagen Golf GTi.

## Desarrollo

### Antecedentes
En pocos años, los vehículos del Grupo B se habían convertido en coches muy competitivos y potentes pero al mismo tiempo peligrosos. La emoción por verlos en competición atrajo a miles de aficionados que abarrotaban las cunetas de las pruebas del campeonato del mundo, especialmente en países del Mediterráneo, donde el control de las multitudes y la seguridad habían sido demasiado livianos. Los primeros tramos del Rally de Portugal se disputaban en los bosques de Sintra cerca de la capital portuguesa Lisboa, propiciando grandes multitudes de espectadores que abarrotaban los tramos y que apenas se separaban unos metros de los coches creando una situación de verdadero peligro tanto para ellos mismos como para los pilotos.

### Accidente mortal

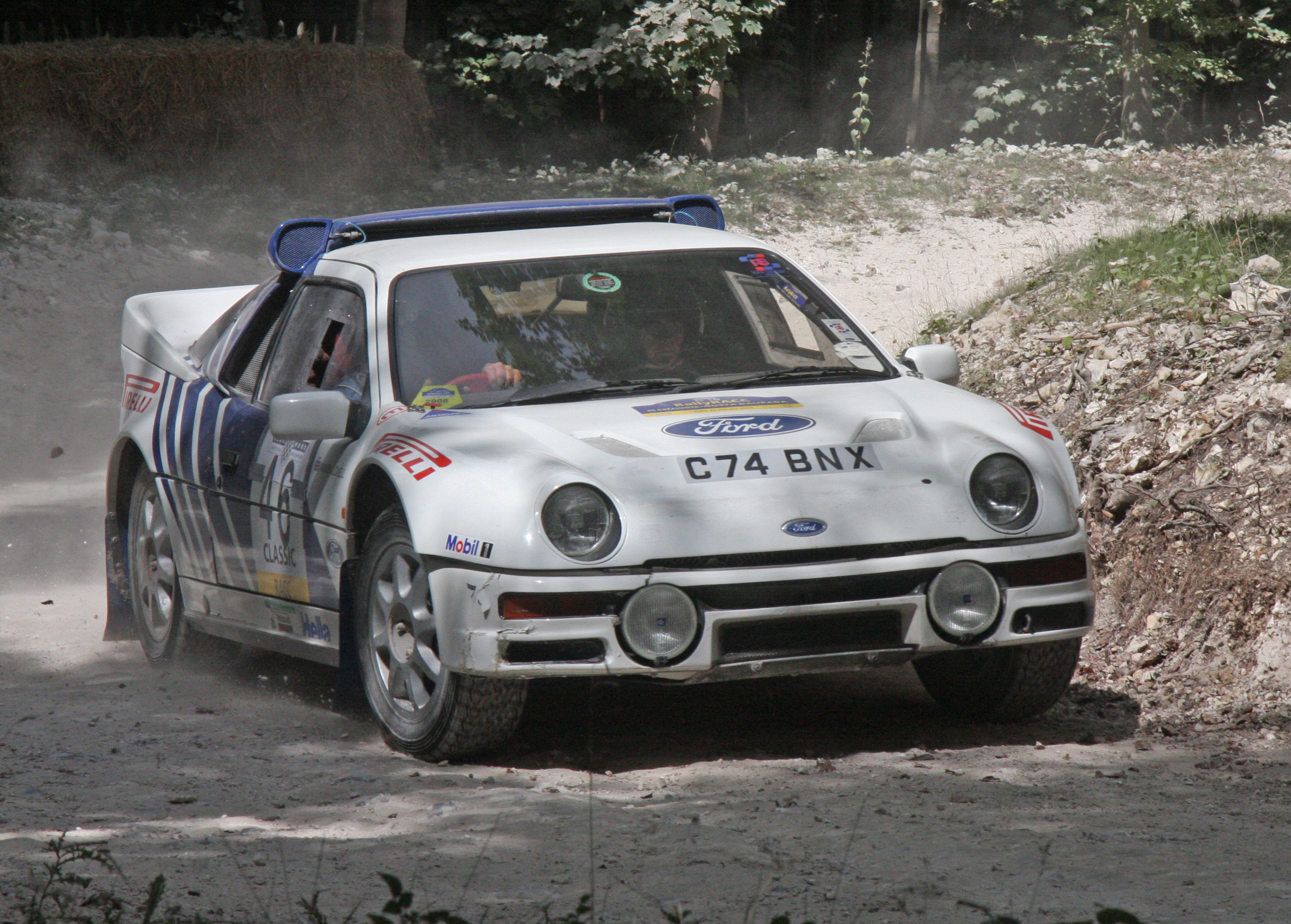
El piloto portugués Joaquim Santos se salió de la carretera con su Ford RS200 tras una curva de izquierdas arrollando al público presente.

En el primer tramo, Lagoa Azul 1, el piloto local Joaquim Santos se salió de la carretera con su Ford RS200 embistiendo a los espectadores que allí se encontraban, provocando la muerte a tres de ellos, dos niños y una mujer, y una treintena de heridos. A pesar del incidente el tramo no se detuvo inmediatamente y los pilotos no fueron informados del incidente por lo que siguieron compitiendo los siguientes tramos. Al enterarse de lo sucedido Ford retiró a sus pilotos y aunque la organización quería continuar con el rally solo cuando se hicieron varias apelaciones se detuvo la carrera. Los pilotos oficiales se reunieron en una rueda de prensa en la planta 16º del Hotel Estoril-Sol, y declararon a los medios presentes su intención de no continuar alegando que la imposibilidad de controlar al público ponía en riesgo la vida tanto de ellos mismos como la de los espectadores. Tras varias horas de deliberación se leyó a la prensa el siguiente comunicado:

The reasons that all the undersigned drivers do not wish to continue with the Portuguese Rally are as follows: 
1.As mark of respect for the families of the dead people and for those injured.
2.There is a very special situation here in Portugal: we feel it is impossible for us to guarantee the safety of the spectators.
3.The accident on Stage 1 was caused by the driver having to try to avoid spectators that were in the road. It was not caused due to the type of car or the speed of it.
4.We hope that our sport will ultimately benefit from this decision. (22 signatures)

Las razones por las que todos los pilotos que suscriben no desean continuar en el Rally de Portugal son las siguientes: 
1.Como señal de respeto por las familias de los muertos y los heridos. 
2.No es una situación muy especial aquí en Portugal: creemos que es imposible para nosotros garantizar la seguridad de los espectadores. 
3.El accidente en el tramo 1 fue causado por el conductor tratando de evitar a los espectadores que se encontraban en el camino. No fue causado por el tipo de vehículo o la velocidad de la misma. 
4.Esperamos que nuestro deporte en última instancia, se beneficie de esta decisión.

Ante este hecho los jefes de equipo mostraron diferentes puntos de vista. El jefe de Ford, Peter Ashcroft que ya había tomado la decisión de abandonar, apoyó claramente a los pilotos, el jefe de Austin, John Davenport hubiese preferido continuar pero también apoyó la decisión de los mismos, sin embargo Jean Todt (Peugeot) se mostró en contra de la retirada, llegando incluso a calificar a los aficionados portugueses como "Africans with white skin" ("Africanos de piel blanca"), aunque posteriormente dejó que los pilotos decidiesen. En contra de la decisión estaban Cesare Fiorio (Lancia), que se encontraba en Italia con fiebre y llegó a Portugal al día siguiente, se oponía con vehemencia a la retirada de la misma manera que los organizadores que creían que con el parón de los tramos de la mañana era suficiente. Incluso la FISA se mostró duro con los pilotos, acusándolos de dar al deporte una mala imagen e incluso los amenazó con retirarles la licencia.
Pese a todo el rally se siguió compitiendo, completando los últimos cuatro tramos del día y los primeros de la noche correspondientes ya al día 6 de marzo. El rally fue claramente dominado por Joaquim Moutinho marcando el mejor tiempo en veintisiete tramos de los treinta y nueve restantes que faltaban por completar. Moutinho se llevó la victoria con un Renault 5 Turbo, lo que supuso la primera victoria de un portugués en el campeonato del mundo acompañado en el podio de su compatriota Carlos Bica, a más de trece minutos y del italiano Giovanni del Zoppo a más de dieciséis minutos.

## Itinerario y ganadores
| Día           | Tramo | Nombre              | Distancia | Hora  | Ganador                                 | Tiempo    | Veloc. media | Rally líder      |
| ------------- | ----- | ------------------- | --------- | ----- | --------------------------------------- | --------- | ------------ | ---------------- |
| Día 1 5 marzo | SS1   | Lagoa Azul 1        | 5.00 km   | 09:15 | Markku Alen Walter Rohrl Henri Toivonen | 2:15      | 133.33 km/h  | Markku Alen      |
| Día 1 5 marzo | SS2   | Peninha 1           | 6.50 km   | 09:30 | Markku Alen                             | 3:47      | 103.08 km/h  | Markku Alen      |
| Día 1 5 marzo | SS3   | Sintra 1            | 10.50 km  | 09:50 | Massimo Biasion                         | 6:47      | 92.87 km/h   | Massimo Biasion  |
| Día 1 5 marzo | SS4   | Lagoa Azul 2        | 5.00 km   | 12:15 | Cancelado                               | Cancelado | Cancelado    | Massimo Biasion  |
| Día 1 5 marzo | SS5   | Peninha 2           | 6.50 km   | 12:30 | Cancelado                               | Cancelado | Cancelado    | Massimo Biasion  |
| Día 1 5 marzo | SS6   | Sintra 2            | 10.50 km  | 12:50 | Cancelado                               | Cancelado | Cancelado    | Massimo Biasion  |
| Día 1 5 marzo | SS7   | Lagoa Azul 3        | 5.00 km   | 15:15 | Cancelado                               | Cancelado | Cancelado    | Massimo Biasion  |
| Día 1 5 marzo | SS8   | Peninha 3           | 6.50 km   | 15:30 | Cancelado                               | Cancelado | Cancelado    | Massimo Biasion  |
| Día 1 5 marzo | SS9   | Sintra 3            | 10.50 km  | 15:50 | Cancelado                               | Cancelado | Cancelado    | Massimo Biasion  |
| Día 1 5 marzo | SS10  | Gradil              | 6.50 km   | 19:25 | Michele Rayneri                         | 4:20      | 90.00 km/h   | Joaquim Moutinho |
| Día 1 5 marzo | SS11  | Montejunto          | 13.00 km  | 20:30 | Joaquim Moutinho                        | 8:35      | 90.87 km/h   | Joaquim Moutinho |
| Día 1 5 marzo | SS12  | Figueiro dos Vinhos | 20.50 km  | 23:08 | Joaquim Moutinho                        | 13:33     | 84.54 km/h   | Joaquim Moutinho |
| Día 1 5 marzo | SS13  | Campelo             | 10.50 km  | 23:42 | Joaquim Moutinho                        | 8:16      | 76.21 km/h   | Joaquim Moutinho |
| Día 2 6 marzo | SS14  | Serra da Lousa      | 25.00 km  | 00:13 | Joaquim Moutinho                        | 19:30     | 76.92 km/h   | Joaquim Moutinho |
| Día 2 6 marzo | SS15  | Prestimo            | 12.50 km  | 02:08 | Joaquim Moutinho                        | 8:38      | 86.87 km/h   | Joaquim Moutinho |
| Día 2 6 marzo | SS16  | Vouzela             | 23.00 km  | 03:03 | Joaquim Moutinho                        | 18:41     | 73.86 km/h   | Joaquim Moutinho |
| Día 2 6 marzo | SS17  | Oliveira de Frades  | 8.50 km   | 03:40 | Joaquim Moutinho                        | 5:38      | 90.53 km/h   | Joaquim Moutinho |
| Día 2 6 marzo | SS18  | Cabracao 1          | 13.50 km  | 15:45 | Carlos Bica                             | 6:47      | 119.41km/h   | Joaquim Moutinho |
| Día 2 6 marzo | SS19  | Arga 1              | 18.00 km  | 16:10 | Joaquim Moutinho                        | 10:52     | 99.39 km/h   | Joaquim Moutinho |
| Día 2 6 marzo | SS20  | Vilar de Mouros 1   | 12.50 km  | 16:40 | Joaquim Moutinho                        | 7:11      | 104.41 km/h  | Joaquim Moutinho |
| Día 2 6 marzo | SS21  | Extremo 1           | 10.50 km  | 17:33 | Joaquim Moutinho                        | 5:31      | 114.20 km/h  | Joaquim Moutinho |
| Día 2 6 marzo | SS22  | Ponte de Lima 1     | 21.00 km  | 18:27 | Joaquim Moutinho                        | 12:38     | 99.74 km/h   | Joaquim Moutinho |
| Día 2 6 marzo | SS23  | Cabracao 2          | 13.50 km  | 19:40 | Joaquim Moutinho                        | 6:57      | 116.55 km/h  | Joaquim Moutinho |
| Día 2 6 marzo | SS24  | Arga 2              | 18.00 km  | 20:03 | Joaquim Moutinho                        | 11:12     | 96.43 km/h   | Joaquim Moutinho |
| Día 2 6 marzo | SS25  | Vilar de Mouros 2   | 12.50 km  | 20.33 | Joaquim Moutinho                        | 7:21      | 102.04 km/h  | Joaquim Moutinho |
| Día 2 6 marzo | SS26  | Extremo 2           | 10.50 km  | 21:26 | Joaquim Moutinho                        | 5:50      | 108.00 km/h  | Joaquim Moutinho |
| Día 2 6 marzo | SS27  | Ponte de Lima 2     | 21.00 km  | 22.13 | Joaquim Moutinho                        | 13:00     | 96.92 km/h   | Joaquim Moutinho |
| Día 3 7 marzo | SS28  | Fafe - Montim       | 7.00 km   | 10:40 | Joaquim Moutinho                        | 4:25      | 95.09 km/h   | Joaquim Moutinho |
| Día 3 7 marzo | SS29  | Fafe - Lameirinha   | 10.50 km  | 10:53 | Joaquim Moutinho                        | 7:39      | 82.35 km/h   | Joaquim Moutinho |
| Día 3 7 marzo | SS30  | Fafe - Lagoa        | 8.00 km   | 11:10 | Joaquim Moutinho                        | 6:38      | 72.36 km/h   | Joaquim Moutinho |
| Día 3 7 marzo | SS31  | Marao               | 36.50 km  | 12:21 | Joaquim Moutinho                        | 28:22     | 77.20 km/h   | Joaquim Moutinho |
| Día 3 7 marzo | SS32  | Carvalho de Rei     | 11.00 km  | 13:31 | Joaquim Moutinho                        | 8:31      | 77.50 km/h   | Joaquim Moutinho |
| Día 3 7 marzo | SS33  | Aboboreira          | 21.50 km  | 13.56 | Joaquim Moutinho                        | 17:13     | 74.93 km/h   | Joaquim Moutinho |
| Día 3 7 marzo | SS34  | Armamar             | 9.50 km   | 16:17 | Carlos Bica                             | 6:50      | 83.41 km/h   | Joaquim Moutinho |
| Día 3 7 marzo | SS35  | Covelo de Paiva 1   | 15.50 km  | 17:37 | Joaquim Moutinho                        | 10:54     | 85.32 km/h   | Joaquim Moutinho |
| Día 3 7 marzo | SS36  | Nogueira 1          | 7.00 km   | 18:03 | Joaquim Moutinho Jorge Ortigao          | 4:28      | 94.03 km/h   | Joaquim Moutinho |
| Día 3 7 marzo | SS37  | Viseu 1             | 21.00 km  | 18:29 | Joaquim Moutinho Carlos Bica            | 15:23     | 81.91 km/h   | Joaquim Moutinho |
| Día 3 7 marzo | SS38  | Covelo de Paiva 2   | 15.50 km  | 19:32 | Joaquim Moutinho Giovanni del Zoppo     | 11:09     | 83.41 km/h   | Joaquim Moutinho |
| Día 3 7 marzo | SS39  | Nogueira 2          | 7.00 km   | 19:58 | Jorge Ortigao                           | 4:32      | 92.65 km/h   | Joaquim Moutinho |
| Día 3 7 marzo | SS40  | Viseu 2             | 21.00 km  | 20:24 | Carlos Bica                             | 15:09     | 83.17 km/h   | Joaquim Moutinho |
| Día 4 8 marzo | SS41  | Arganil 1           | 56.50 km  | 06:32 | Carlos Bica                             | 43:49     | 77.37 km/h   | Joaquim Moutinho |
| Día 4 8 marzo | SS42  | Candosa 1           | 6.50 km   | 07:55 | Carlos Bica                             | 5:15      | 74.29 km/h   | Joaquim Moutinho |
| Día 4 8 marzo | SS43  | Lousa 1             | 10.50 km  | 08:41 | Carlos Bica                             | 8:19      | 75:75 km/h   | Joaquim Moutinho |
| Día 4 8 marzo | SS44  | Arganil 2           | 56.50 km  | 11:22 | Carlos Bica                             | 42:52     | 79.08 km/h   | Joaquim Moutinho |
| Día 4 8 marzo | SS45  | Candosa 2           | 6.50 km   | 13:01 | Auguste Turiani Jorge Ortigao           | 5:26      | 71.78 km/h   | Joaquim Moutinho |
| Día 4 8 marzo | SS46  | Lousa 2             | 10.50 km  | 13:47 | Jorge Ortigao                           | 8:10      | 77.14 km/h   | Joaquim Moutinho |
| Día 4 8 marzo | SS47  | Martinchel          | 9.00 km   | 18:00 | Joaquim Moutinho                        | 6:53      | 78.45 km/h   | Joaquim Moutinho |
| Día 4 8 marzo | SS48  | Coruche             | 20.00 km  | 19:45 | Jorge Ortigao                           | 11:52     | 101.12 km/h  | Joaquim Moutinho |

## Clasificación final
| Pos.   | Piloto                    | Copiloto                  | Automóvil                | Tiempo   | Diferencia | Puntos |
| ------ | ------------------------- | ------------------------- | ------------------------ | -------- | ---------- | ------ |
| 1      | Joaquim Moutinho          | Edgar Fortes              | Renault 5 Turbo          | 7:50.44  | 0.0        | 20     |
| 2.     | Carlos Bica               | Cândido Júnior            | Lancia Rally 037         | 8:04.11  | +13.23     | 15     |
| 3.     | Giovanni Del Zoppo        | Loris Roggia              | Fiat Uno Turbo           | 8:07.36  | +16.52     | 12     |
| 4.     | Jorge Ortigão             | Pedro Perez               | Toyota Corolla GT        | 8:10.26  | +19.42     | 10     |
| 5.     | Auguste Turiani           | Gilles Thimonier          | Opel Manta 400           | 8:13.04  | +22.20     | 8      |
| 6.     | Jean-Sébastien Couloumiès | Claudine Causse           | Peugeot 205 GTI          | 8:36.27  | +45.43     | 6      |
| 7.     | Ramiro Fernandes          | António Monteiro          | Fiat Ritmo Abarth 130 TC | 8:40.26  | +49.42     | 4      |
| 8.     | Giovanni Recordati        | Freddy Delorme            | Opel Manta 400           | 8:47.31  | +56.47     | 3      |
| 9.     | António Segurado          | Fernando Prata            | Renault 11 Turbo         | 8:49.18  | +58.34     | 2      |
| 10.    | António Coutinho          | António Manuel            | Toyota Corolla GT        | 8:50.44  | +1:00.00   | 1      |
| 11.    | Manuel Rolo               | Filipe Fernandes          | Renault 11 Turbo         | 8:53.26  | +1:02.42   |        |
| 12.    | Lorenzo Ricci             | Carlo Montagna            | Opel Manta GT/E          | 9:00.01  | +1:09.17   |        |
| 13.    | Carlos Alves              | Sérgio Paiva              | Toyota Corolla GT        | 9:03.29  | +1:12.45   |        |
| 14.    | António Ferreira da Cunha | Carlos Resende            | Opel Ascona              | 9:06.46  | +1:16.02   |        |
| 15.    | Viana Ferreira            | José Melo                 | Toyota Corolla GT        | 9:21.34  | +1:30.50   |        |
| 16.    | Claude Reusch             | Marc Sevrin               | Toyota Corolla           | 9:24.11  | +1:33.27   |        |
| 17.    | Albino Tristão            | António Passos            | Opel Ascona              | 9:26.46  | +1:36.02   |        |
| 18.    | Horst Honrath             | Karl-Heinz Engel          | Audi 80 Quattro          | 9:31.17  | +1:40.33   |        |
| 19.    | Claude Dorkel             | Jean-Pierre Roy           | Audi 80 Quattro          | 9:37.29  | +1:46.45   |        |
| 20.    | Ko Faas                   | Hans Bullens              | BMW 323i                 | 9:45.08  | +1:54.24   |        |
| 21.    | José Rodrigues            | Paulo Brandão             | Toyota Corolla GT        | 9:50:23  | +1:59:39   |        |
| 22.    | Miguel Barata             | Manuel Tomás              | Peugeot 205 GTI          | 9:57:56  | +2:07:12   |        |
| 23.    | Benoit Antoine            | Marie Antoine             | Peugeot 205 GTI          | 10:09:59 | +2:19:15   |        |
| 24.    | Rogerio Tavares           | António Cardoso           | Opel Manta               | 10:13:05 | +2:22:21   |        |
| 25.    | José María Luengo Lopez   | Fernando Cermeño de Giles | Citroën Visa             | 10:17:57 | +2:27:13   |        |
| 26.    | Jose Almeida              | Arécio Cardoso            | Alfa Romeo Alfetta GTV6  | 10:23:23 | +2:32:39   |        |
| 27.    | Augusto Magalhaes         | José Luís                 | Peugeot 205 GTI          | 10:31:31 | +2:40:47   |        |
| 28.    | Alexis Verlhac            | Christine Poirier         | Talbot Samba Rallye      | 10:33.43 | +2:42.59   |        |
| 29.    | Joao Carvalho             | José Santos               | Citroën Visa             | 10:35:59 | +2:45:15   |        |
| 30.    | Gérard Boin               | Bernard Ruel              | Citroën Visa Trophée     | 10:42.24 | +2:51.40   |        |
| 31.    | Fernando Silva            | Vitor Vento               | Toyota Starlet           | 10:42.48 | +2:52.04   |        |
| 32.    | Manuel Janota Vistas      | Lúcio Rui                 | Citroën Visa             | 10:45:26 | +2:54:42   |        |
| 33.    | Jose Carlos Passos        | António Saraiva Rodrigues | Renault 11 Turbo         | 10:48:05 | +2:57:21   |        |
| 34.    | Robert Blum               | Rudolf Wegler             | Ford Escort              | 11:47:23 | +3:56:39   |        |
| 35.    | Claude Wrzecian           | Annette Wrzecian          | Volkswagen Golf GTi      | 13:10:37 | +5:19:53   |        |
| Fuente |                           |                           |                          |          |            |        |